# Pseudalysiinia mimicans
Pseudalysiinia mimicans är en tvåvingeart som beskrevs av Tonnoir 1929. Pseudalysiinia mimicans ingår i släktet Pseudalysiinia och familjen svampmyggor. Inga underarter finns listade i Catalogue of Life.